# سیارک ۳۷۸
سیارک ۳۷۸ (به انگلیسی: 378 Holmia، نامگذاری:1893AP) سیصد و هفتاد و هشتمین سیارک کشف شده‌است که در ۶ دسامبر ۱۸۹۳ و در نیس کشف شد.
قدر مطلق سیارک برابر ۹٫۸۰ است.